# Karlovo náměstí (Vídeň)

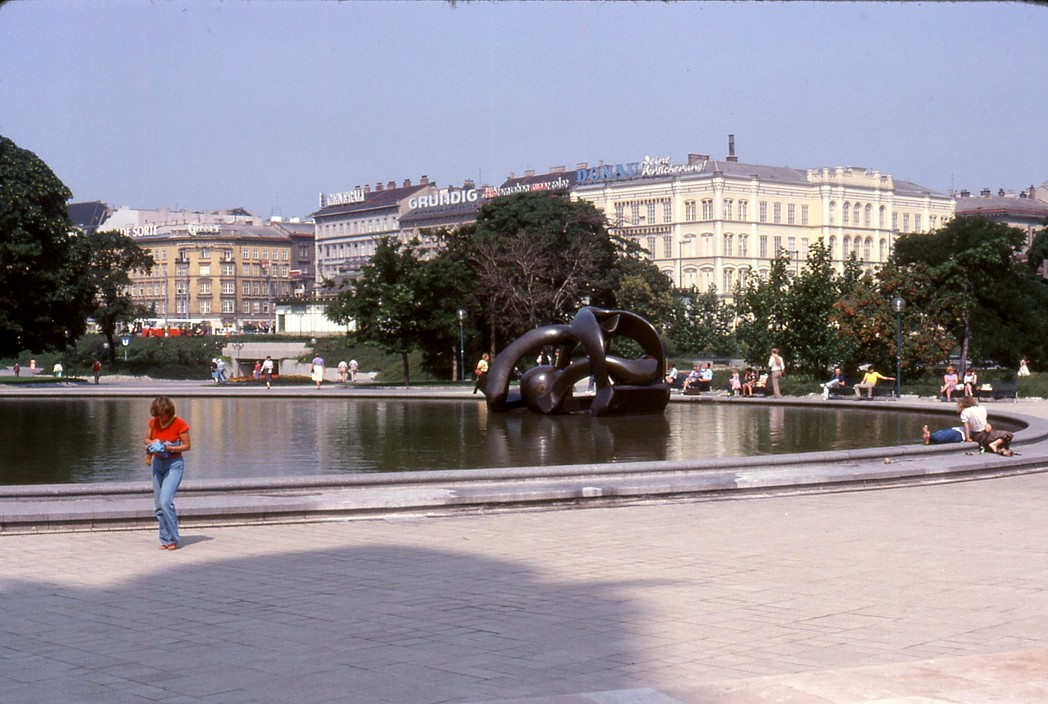
Karlovo náměstí

Karlovo náměstí ve Vídni (německy Karlsplatz) je rozsáhlé náměstí, které leží v těsné blízkosti historického centra Vídně. Zasahuje na území vídeňských obvodů Vnitřní Město a Wieden a je důležitou křižovatkou veřejné dopravy.
Na náměstí nebo v jeho těsné blízkosti se nacházejí tyto pamětihodnosti:
- Kostel svatého Karla Boromejského (Karlskirche)
- Vídeňské muzeum
- Technická univerzita Vídeň
- Dům umělců Küsntlerhaus

Dále jsou zde dva secesní pavilony a pomníky, např. hudebníka Johanna Brahmse. Každoročně se zde konaní slavní vídeňské vánoční trhy .